# Андре Ойер
Андрѐ Антониюс Мария Ойер (на нидерландски: André Antonius Maria Ooijer, звуков файл за произношение ) е холандски футболист-национал, централен защитник.

## Биография
Роден е на 11 юли 1974 г. в град Амстердам, Холандия. Започва своята професионална кариера през 1994 г. във ФК Волендам. След това играе в СВ Рода, ПСВ Айндховен и ФК Блекбърн Роувърс. От 2009 г. е състезател на холандския ПСВ Айндховен. През август 2010 подписва с вечния враг на ПСВ-Аякс Амстердам.
Дебютира в националния отбор на своята страна през 1998 г. Често бележи голове.